# Мальчик-миллиардер
«Мальчик-миллиардер» (англ. Billionaire Boy, также встречается перевод «Сын миллиардера») — британский комедийный телевизионный фильм 2016 года, снятый по мотивам одноимённой детской книги известного английского комика, актёра и писателя Дэвида Уолльямса. Главные роли в фильме исполнили сам Уолльямс, Джон Томсон, Кэтрин Тейт, Уорвик Дэвис, Ребекка Фронт, Джеймс Флит и Эллиот Спаркс.

## Сюжет
В фильме рассказывается о Джо, мальчике-миллиардере. После того, как его отец сделал состояние на туалетной бумаге, он теперь живёт в настоящем дворце и ездит в школу исключительно на Роллс-Ройсе. Короче говоря, у него есть всё… кроме друзей. И пока его отец заводит интрижку с фотомоделью, Джо пытается найти общий язык со сверстниками.